# 科學情報辦公室
科學情報辦公室（縮寫：OSI），也稱為科學情報部，是中央情報局的一個部門。1963年併入科學技術總處。

## 該名稱的虛構用途
「科學情報辦公室」是20世紀70年代電視劇《六百萬美元的男人和仿生女人》中虛構的美國政府秘密情報部門的名稱。該部門的首字母縮寫OSI（Office of Scientific Intelligence）在動畫片《冒險兄弟》中被引用。此外，這個名稱還在《傀儡大師》中出現。在史蒂芬金的電影《Firestarter》、《黃金歲月》和《割草人》中，也使用了一個變體名稱「科學情報部」（Department of Scientific Intelligence，DSI），又稱為「商店」。

## 外部連結
- 官方網站